# Ministère des Affaires intérieures (Azerbaïdjan)
Pour les articles homonymes, voir Ministère de l'Intérieur et Ministère des Affaires intérieures.
Le ministère des Affaires intérieures de l'Azerbaïdjan (en azéri : Azərbaycan Respublikasının Daxili İşlər Nazirliyi) est un ministère du gouvernement azerbaïdjanais chargé des affaires intérieures, chargé de maintenir l'ordre, la sécurité et la sûreté de la population, des fonctionnaires, des bâtiments et des structures. 
Le Ministre des Affaires intérieures de l'Azerbaïdjan est nommé et démis de ses fonctions par le commandant en chef des forces armées azerbaïdjanaises, le Président de l'Azerbaïdjan.
Le ministre actuel des Affaires intérieures est Vilayat Eyvazov.

## Histoire
Le ministère de l'Intérieur a été créé sous le gouvernement de la République Démocratique d'Azerbaïdjan lors de sa proclamation de l'indépendance le 28 mai 1918. En tant qu'autorité gouvernementale chargée de la police, il a joué un rôle essentiel dans la construction de l'Azerbaïdjan. Cependant, le 28 avril 1920, lorsque l'Azerbaïdjan est tombé sous la domination soviétique, le ministère a été transféré sous l'autorité du ministère de l'Intérieur de l'URSS. Les employés du ministère se sont distingués pendant la Grande Guerre patriotique avec environ 800 d'entre eux recevant divers prix et médailles pour le courage et la lutte contre l'Allemagne Nazie.
Après la restauration de l'indépendance de l'Azerbaïdjan le 18 octobre 1991, lorsque le ministère a été rétabli en tant que ministère de la République d'Azerbaïdjan, les forces de l'ordre azerbaïdjanaises se sont battues pendant le conflit du Haut-Karabakh. Soixante-six des employés de la police ont reçu le prix du héros national d'Azerbaïdjan, 86 d'entre eux ont reçu l'Ordre du drapeau azerbaïdjanais et 247 d'autres médailles et ordres de la République d'Azerbaïdjan. En 1992, l'Azerbaïdjan a rejoint l'Organisation internationale de police criminelle (Interpol) et le Bureau central national (BCN) d'Interpol a été créé au sein du ministère de l'Intérieur le 24 novembre 1992.
L'Académie de police a été créée au Ministère des affaires intérieures de l'Azerbaïdjan sur la base du Collège spécial de police de N. Rzayev conformément au décret présidentiel du 23 mai 1992 approuvé par le Conseil des ministres de l'Azerbaïdjan le 9 juin 1992. Le 30 juin 1992 En 2004, le ministère de la Sécurité intérieure a été créé au sein du ministère pour contrôler les services de la MIA, prévenir les activités incompatibles avec le service de la police azerbaïdjanaise, dénoncer les agents corrompus, etc.

## Les établissements d'enseignement

### Académie de police
En 1921, sous la décision du Commissariat populaire aux affaires intérieures d'Azerbaïdjan, l'Académie Polis fut créée en tant qu'école préparant des milices et des commandants ordinaires. Elle fonctionna à Bakou jusqu'en 1936. Cette école fut transférée au district de Mardakan à Bakou la même année. En 1957, l'école de la milice de Bakou a été transformée en école secondaire de la milice spéciale de Bakou du ministère de l'Intérieur de l'URSS. Le diplôme de l'avocat secondaire a été présenté aux diplômés de l'école. L'éducation dure deux ans à l'école.
En 1957-1961, l'école a préparé des spécialistes pour d'autres régions de l'Union soviétique tels que la Géorgie, le Daghestan, la Kabardino-Balkarie, l'Altaï, Irkoutsk, Krasnodar, Kouïbychev, Novossibirsk, Kemerovo, Saratov et des dizaines d'autres villes et pays.

## Relations internationales
Le Ministère des affaires intérieures azerbaïdjanais entretient d'étroites relations de coopération avec l'Organisation des Nations Unies, l'Union européenne, l'Organisation pour la sécurité de la coopération en Europe, le Conseil européen, l'Organisation internationale pour les migrations et d'autres organisations internationales et régionales.
Ce ministère entretient également une coopération étroite avec l'Organisation de coopération économique de la mer Noire, l'Organisation de coopération économique, le GUAM et l'Initiative de coopération en Europe du Sud-Est,.

## Structure
- Secrétariat
- Département de direction de tête
- Département de contrôle des divisions ordonnées (il a des fonctions de régulation)
- Département d'enquête principal
- Département des enquêtes sur les chefs
- Département principal de lutte contre le crime organisé
- Département de Lutte contre la drogue
- Département de la sécurité intérieure
- Département des enquêtes criminelles
- Département principal de l'information statistique et opérationnelle
- Chef du département de la sécurité sociale
- Chef du département des troupes internes
- Chef de la police des transports
- Département responsable de la police routière
- Département chef de la sécurité incendie
- Chef du département de la défense
- Département de l'Enregistrement et du Passeport
- Bureau central national d'Interpol
- Chef du département des ressources humaines
- Département des enquêtes internes
- Département de travail avec le personnel
- Département de la coopération internationale
- Département de la communication
- Service de presse
- Département de la planification financière
- Département Provision
- Département médical
- Service de commandant
- Département de la construction fondamentale
- Société du sport
- Département de la mobilisation et de la protection civile